# Isoperla mormona
Isoperla mormona är en bäcksländeart som beskrevs av Banks 1920. Isoperla mormona ingår i släktet Isoperla och familjen rovbäcksländor. Inga underarter finns listade i Catalogue of Life.